# Jon Davis
Jonathan Harvey „Jon“ Davis (* um 1965 in New York City) ist ein US-amerikanischer Jazzmusiker (Piano, auch Keyboards, Chapman Stick, Komposition) des Modern Jazz.

## Leben und Wirken
Davis arbeitete ab Mitte der 1980er-Jahre in der New Yorker Jazzszene; u. a. spielte er mit Jaco Pastorius (Standards Zone), Phil Woods, Jon Burr, in der Joris Teepe Big Band, mit İlhan Erşahin und mit dem Sänger Marcus Goldhaber (Take Me Anywhere). Unter eigenem Namen legte er im Trioformat die Alben  Beauty and the Blues (Venus Records, 2013, mit Ed Howard, Tim Horner) und bei Posi-Tone Records One Up Front (2013, mit Joris Teepe, Shinnosuke Takahashi), Changes Over Time (2015, mit Ugonna Okegwo und Jochen Rückert), Moving Right Along (2015, mit Yasushi Nakamura, Shinnosuke Takahashi) und Happy Juice (2017, mit Boris Kozlov, Mark Ferber) vor. Aufnahmen entstanden auch mit dem Bobby Shew/George Robert Quintet (Live in Switzerland, 2002),  Howard Leshaw Quartet (Shadow Song, 2004) und dem Jeff Silvertrust Quintet. Tom Lord verzeichnet 54 Aufnahmen von Davis zwischen 1986 und 2017.
2019/20 gehört er dem Claire Daly Quartett an und leitet ein Trio mit Joseph Lepore (Bass) und Jimmy Macbride (Schlagzeug).

## Diskographische Hinweise
- Brian Melvin, Jaco Pastorius, Rick Smith, Jon Davis, Paul Mousavi: Jazz Street (1988)
- The Brian Melvin Trio Featuring Jaco Pastorius & Jon Davis’ Standards Zone (1990)